# Йоахім Фішер Нільсен
Йоахім Фішер Нільсен  (дан. Joachim Fischer Nielsen, 23 листопада 1978) — данський бадмінтоніст, олімпійський медаліст.

## Виступи на Олімпіадах
| Олімпіада   | Дисципліна | Місце |
| ----------- | ---------- | ----- |
| Лондон 2012 | мікст      | 3     |
| Ріо 2016    | мікст      | =13   |